# Cerynea cadoreli
Cerynea cadoreli là một loài bướm đêm trong họ Erebidae.